# جو باك
جو باك (بالإنجليزية: Joe Buck)‏ هو معلق رياضي أمريكي، ولد في 25 أبريل 1969 في سانت بيترسبرغ في الولايات المتحدة.

## وصلات خارجية
- جو باك على موقع IMDb (الإنجليزية)
- جو باك على موقع ميوزك برينز (الإنجليزية)
- جو باك على موقع قاعدة بيانات الفيلم (الإنجليزية)